# Slevharu
Slevharu är en ö i Finland. Den ligger i Skärgårdshavet och i kommunerna Pargas och Kökar i landskapen Egentliga Finland och Åland, i den sydvästra delen av landet. Ön ligger omkring 87 kilometer sydväst om Åbo och omkring 210 kilometer väster om Helsingfors. 
Öns area är 2,3 hektar och dess största längd är 300 meter i öst-västlig riktning.